# Happier (chanson d'Ed Sheeran)
Pour les articles homonymes, voir Happier.
Singles de Ed Sheeran
Perfect
(2017) I Don't Care
(2019)
Happier est une chanson du chanteur britannique Ed Sheeran. Elle est sortie le 20 avril 2018 en tant que 5e et dernier single extrait de son troisième album ÷. Il s'agit du 25e single du chanteur[réf. nécessaire].

## Classements et certifications

### Classements
| Classement (2017–18)                    | Meilleure position |
| --------------------------------------- | ------------------ |
| Allemagne (GfK Entertainment)           | 16                 |
| Australie (ARIA)                        | 16                 |
| Autriche (Ö3 Austria Top 40)            | 20                 |
| Belgique (Flandre Ultratop 50 Singles)  | 12                 |
| Belgique (Wallonie Ultratop 50 Singles) | 4                  |
| Brésil (Top 10 Pop Internacional)       | 9                  |
| Canada (Hot 100)                        | 22                 |
| Canada (Adult Contemporary)             | 27                 |
| Canada (Hot AC)                         | 37                 |
| Croatie (HRT)                           | 12                 |
| Danemark (Tracklisten)                  | 11                 |
| Écosse (OCC)                            | 24                 |
| Espagne (PROMUSICAE)                    | 43                 |
| États-Unis (Hot 100)                    | 59                 |
| France (SNEP)                           | 73                 |
| Hongrie (Rádiós Top 40)                 | 13                 |
| Hongrie (Stream Top 40)                 | 20                 |
| Irlande (Irish Singles Chart)           | 5                  |
| Italie (FIMI)                           | 31                 |
| Mexique (Mexico Inglés Airplay)         | 7                  |
| Norvège (VG-lista)                      | 22                 |
| Nouvelle-Zélande (RMNZ)                 | 11                 |
| Pays-Bas (Nederlandse Top 40)           | 7                  |
| Pays-Bas (Single Top 100)               | 11                 |
| Philippines (Hot 100)                   | 19                 |
| Pologne (ZPAV)                          | 4                  |
| Portugal (AFP)                          | 23                 |
| Royaume-Uni (UK Singles Chart)          | 6                  |
| Slovaquie (IFPI Rádio)                  | 4                  |
| Slovaquie (IFPI Singles Digitál)        | 11                 |
| Slovénie (SloTop50)                     | 8                  |
| Suède (Sverigetopplistan)               | 9                  |
| Suisse (Schweizer Hitparade)            | 22                 |
| Tchéquie (IFPI Rádio)                   | 10                 |
| Tchéquie (IFPI Singles Digitál)         | 10                 |

| Classement (2017)              | Position |
| ------------------------------ | -------- |
| Australie (ARIA)               | 99       |
| Danemark (Tracklisten)         | 79       |
| Royaume-Uni (UK Singles Chart) | 68       |
| Suède (Sverigetopplistan)      | 58       |

| Classement (2018)             | Position |
| ----------------------------- | -------- |
| Australie (ARIA)              | 75       |
| Belgique (Flandre Ultratop)   | 35       |
| Belgique (Wallonie Ultratop)  | 11       |
| Danemark (Tracklisten)        | 63       |
| Hongrie (Rádiós Top 40)       | 57       |
| Pays-Bas (Nederlandse Top 40) | 28       |
| Portugal (AFP)                | 187      |
| Slovénie (SloTop50)           | 30       |
| Suède (Sverigetopplistan)     | 81       |
| Suisse (Schweizer Hitparade)  | 98       |

| Classement (2019) | Position |
| ----------------- | -------- |
| Portugal (AFP)    | 231      |

### Certifications
| Région | Certification | Ventes/Streams |
| --- | ------------- | -------------- |
| Allemagne (BM) | Or            | 200 000^       |
| Australie (ARIA) | 3 × Platine   | 210 000^       |
| Autriche (IFPI) | Or            | 15 000x        |
| Belgique (BEA) | Platine       | 40 000*        |
| Canada (Music Canada) | 3 × Platine   | 240 000^       |
| Danemark (IFPI) | Platine       | 90 000^        |
| États-Unis (RIAA) | Platine       | 1 000 000^     |
| France (SNEP) | Platine       | 200 000*       |
| Italie (FIMI) | Or            | 25 000‡        |
| Nouvelle-Zélande (RMNZ) | Platine       | 30 000*        |
| Portugal (AFP) | Platine       | 20 000x        |
| Suède (GLF) | Platine       | 40 000^        |
| Suisse (IFPI) | Platine       | 20 000x        |
| Royaume-Uni (BPI) | Platine       | 929 000        |
| *Ventes selon la certification ^Mise en rayon selon la certification xNon précisé par la certification ‡ventes/streaming selon la certification |               |                |